# Base de la Fuerza Aérea Eglin
La Base de la Fuerza Aérea Eglin es un lugar designado por el censo ubicado en el condado de Okaloosa en el estado estadounidense de Florida. En el Censo de 2010 tenía una población de 2274 habitantes y una densidad poblacional de 253,76 personas por km².

## Geografía
La Base de la Fuerza Aérea Eglin se encuentra ubicada en las coordenadas 30°27′38″N 86°33′2″O / 30.46056, -86.55056. Según la Oficina del Censo de los Estados Unidos, Base de la Fuerza Aérea Eglin tiene una superficie total de 8.96 km², de la cual 8.6 km² corresponden a tierra firme y (4.08 %) 0.37 km² es agua.

## Demografía
Según el censo de 2010, había 2274 personas residiendo en la Base de la Fuerza Aérea Eglin. La densidad de población era de 253,76 hab./km². De los 2274 habitantes, de la Base de la Fuerza Aérea Eglin estaba compuesta por el 77.18 % blancos, el 8.88 % eran afroamericanos, el 0.53 % eran amerindios, el 2.2 % eran asiáticos, el 0.53 % eran isleños del Pacífico, el 2.99 % eran de otras razas y el 7.7 % pertenecían a dos o más razas. Del total de la población el 13.72 % eran hispanos o latinos de cualquier raza.